# Phalaenopsis doweryensis
Phalaenopsis doweryensis (можливі українські назви: Фаленопсис Довері, або Фаленопсис доверіенсіс) — епіфітна трав'яниста рослина родини орхідних (Orchidaceae).
Вид не має усталеного української назви, в україномовних джерелах використовується наукова назва Phalaenopsis doweryensis.
Англійська назва — Dowery's Phalaenopsis.

## Історія опису
Вид знайдений на острові Борнео навесні 1999 року. У 2001 р. Леслі Гарай ідентифікував цей фаленопсис як новий вид. Описано Еріком Крістенсоном у Phalaenopsis: a monograph. (Monog Phalaenopsis) 115—117. 
 Введено в культуру в орхідейних оранжереях Довері у Вірджинії, на честь цього місця і названий.

## Біологічний опис
Моноподіальний епіфіт.
Стебло укорочене, повністю приховане основами 2-3 листків.
Листя щільні, яскраво-зелені, овальні, завдовжки до 23 см, шириною до 10 см.
Квітконіс прямостоячий, коротший за листя.
Квіти 4,5-5 см в діаметрі, майже не пахнуть, не в'януть 15-20 днів, жовто-зелені з бурими цятками. 
 Губа біла з жовтим, в центрі губи кількома паралельних червоно-коричневих смужок.

## Ареал, екологічні особливості
Борнео.
Лісові райони Сабаха (Малайзія), на невеликих пагорбах, до 150 метрів над рівнем моря. 
 Рідкісний. Належить до числа видів, що охороняються (II додаток CITES).
Клімат в районі Понтіанак 

Температура повітря не має сезонних змін: вдень 29-31°С, ніч 22-23°С. 
 Відносна вологість повітря 80-87 %. 
 Сухого сезону немає, середньомісячне випадання опадів 180—400 мм.

## У культурі
Температурна група — тепла.
Додаткова інформація про агротехніку у статті Фаленопсис.